# Pompiliu Teodor
Pompiliu Teodor (n. 19 iulie 1930, Ilia, Hunedoara – d. 7 septembrie 2001, Cluj-Napoca) a fost un istoric român, membru corespondent (1990) al Academiei Române.
El a fost o personalitate academică și culturală proeminentă, distinsă prin modul exemplar în care și-a asumat condiția de dascăl și de intelectual. Deschizător de drum în domenii ca: istoria ideilor, iluminismul românesc, istoria istoriografiei și istoria bisericii, Pompiliu Teodor a excelat și prin proiectele sale instituționale puse în serviciul modernizării Universității Babeș-Bolyai.
A fost cercetător la Biblioteca Academiei - filiala Cluj (1955-1963), cercetător la Institutul de Istorie din Cluj (1963-1966), "visiting professor" la Universitatea Illinois (SUA).
A cercetat mai ales perioada iluminismului, contribuind la reconstituirea curentelor de idei din secolele XVIII-XIX.
Una dintre preocupările constante ale lui Teodor a fost aceea a editării unor lucrări fundamentale ale înaintașilor: Gheorghe Șincai "Învățătură firească spre surparea superstițiilor norodului" (1964), Samuil Micu "Scrieri filosofice" (1966).
După 1989, a fondat Catedra de Istorie Medievală și Istoriografie, Institutul de Istorie Central-Europeană, Institutul de Studii Iudaice și revista “Colloquia”, a relansat specializarea  Istoria artei, iar la Academia Română (al cărei membru corespondent a fost din 1990) a pus bazele Comisiei Istorice Mixte Româno-Slovace.
Împreună cu Doru Radosav, directorul Bibliotecii Centrale Universitare „Lucian Blaga" din Cluj, a înființat în 1997 Institutul de Istorie Orală.

## Publicații
- Cu fața la vânt, Editura Limes, 2011 [5]
- Evoluția gândirii istorice românești (1970)
- Fragmentarium iluminist (în colab., 1972)
- Istoria României (în colab. 1998)
- Sub semnul iluminismului. Samuil Micu (2000)

## Volum omagial
- Nicolae Bocșan, Ovidiu Ghitta, Doru Radosav (editori), Tentația istoriei: în memoria profesorului Pompiliu Teodor, Presa Universiară Clujeană, 2003.